# Saldán
Saldán é um município da província de Córdova, na Argentina.